# 小行星3250
小行星3250（3250 Martebo）是一颗围绕太阳公转的小行星。1979年3月6日，克拉斯-英格瓦·拉格爾科維斯特在斯壮罗山发现了此天体。
該小行星以瑞典哥特蘭島上的人口聚居區馬特波命名。
这颗小行星的绝对星等为178.98131等。